# Mục đích luận
Mục đích luận hay cứu cánh luận (tiếng Anh: teleology) là thuyết triết học cho rằng mọi vật trong tự nhiên đều có một "mục đích cuối cùng". Thuyết này được các nhà thông thái Hy Lạp  Plato, Aristotle, và Saint Anselm đưa ra khoảng 1000 năm trước công nguyên, sau đó là Immanuel Kant trong tác phẩm Phê phán năng lực phán đoán, và là nền tảng cho triết lý đầu cơ của Hegel.
Mục đích luận cho rằng sự vật có thể có hai loại mục đích như sau:
- Mục đích bên ngoài: Sự vật tồn tại vì lợi ích của sự vật khác. Ví như khoáng chất tồn tại là để cho thực vật có thể sinh tồn, thực vật tồn tại là để cho động vật có thức ăn, động vật tồn tại cho con người. Mục đích tồn tại của con người cũng là vì một cái gì khác bản thân (chẳng hạn hạnh phúc của một đứa trẻ).
- Mục đích bên trong: Sự vật tồn tại với mục đích hoàn thiện bản thể, không phải vì lợi ích của sự vật khác. Ví dụ tìm kiếm hạnh phúc là vì đạt được hạnh phúc, không phải vì lý do nào khác.